# William Backhouse Astor
William Backhouse Astor, Sr. (New York, 19 settembre 1792 – New York, 24 novembre 1875) è stato un imprenditore statunitense, membro della facoltosa famiglia Astor.

## Biografia

### Origini e istruzione
William era il figlio del commerciante di pellicce John Jacob Astor, e di sua moglie, Sarah Cox Todd. I suoi sette fratelli e sorelle furono Magdalen (1788—1832), Sarah (1790—1790), John Jr. (1791—1869), Dorothea (1795—1874), Henry (1797—1799), Eliza (1801—1838), ed un fratello senza nome morto poco dopo la nascita avvenuta il 13 novembre 1802. Frequentò la scuola pubblica locale. Le sue ore libere e le vacanze erano impiegate ad aiutare il padre nel negozio. Quando ebbe sedici anni, fu mandato all'Università di Gottinga in Germania, dove si unì alla corpo degli studenti tedeschi Curonia degli studenti tedeschi baltici; in seguito si trasferì all'Università di Heidelberg. Scelse come suo tutor uno studente, in seguito noto come lo Chevalier Christian Karl Josias von Bunsen, con cui effettuò anche alcuni viaggi.

## Carriera

### Collaborazione con il padre
Nel 1815 tornò negli Stati Uniti e cominciò una collaborazione con il padre, che cambiò il nome della ditta in John Jacob Astor & Son ed intraprese il commercio con la Cina. Il fratello maggiore di William, il poeta occasionale John Jacob Astor Jr., era malaticcio e mentalmente instabile. John Jr. fu lasciato incapace di lavorare nella ditta. Lavorò lì fino alla morte del padre. Una fonte sostenne che il suo ruolo nella compagnia non fu mai niente di più che quello di "un impiegato di testa industrioso e fedele", nonostante il suo titolo ufficiale di direttore della società americana American Fur Company, negli ultimi anni di proprietà della Astor & Son.
Anche se le fortune di William crebbero con la compagnia di suo padre, egli divenne un uomo veramente ricco quando ereditò la proprietà, del valore di circa 500.000 $, di suo zio Henry Astor I (1754-1833). Quando John Jacob Astor Sr. morì nel 1848, William divenne l'uomo più ricco d'America.

### Settore immobiliare
Seguendo l'esempio di suo padre, investì nel settore immobiliare, principalmente in fabbricati attorno a Central Park, tra la 4a e la 7a Avenue, che aumentarono rapidamente in valore. Si diceva che possedesse nel 1867 ben 720 immobili, ed era anche fortemente interessato alle compagnie ferroviarie, del carbone e delle assicurazioni. Grazie alla sua gestione, il valore delle proprietà immobiliari di famiglia aumentò. La sua casa a Barrytown, New York, conosciuta come Rokeby, è stata aggiunta al registro nazionale dei luoghi storici nel 1975.
Durante la guerra civile americana ha intentato con successo una causa contro l'imposta sul reddito imposta dal governo degli Stati Uniti, che è stata dichiarata incostituzionale.

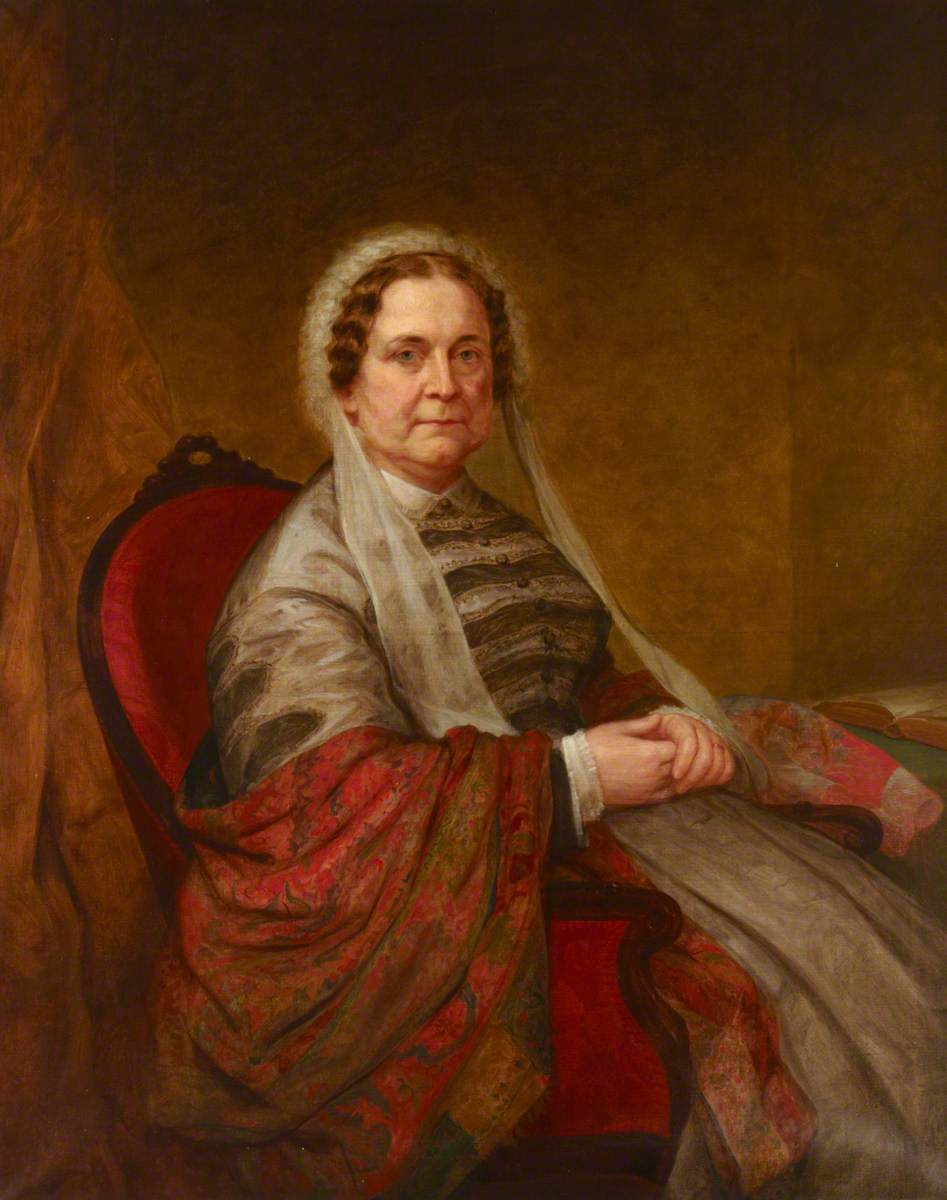
Ritratto di Margaret Rebecca Armstrong, 1865

### Famiglia
Il 20 maggio 1818, William sposò Margaret Rebecca Armstrong (1800—1872), la figlia del senatore John Armstrong, Jr. ed Alida Livingston. John Armstrong, Jr. fu il secondo segretario di guerra del Presidente James Madison. Alida era membro della famiglia Livingston.
1. Emily Astor (1819–1841), sposò Samuel Cutler Ward, ebbero due figli;
2. John Jacob Astor III (1822–1890), sposò Charlotte Augusta Gibbes[6], ebbero un figlio[7];
3. Mary Alida Astor (1823–1881), sposò John Carey, ebbero tre figli[8];
4. Laura Eugenia Astor (1824–1902), sposò Franklin Hughes Delano[9][10][11], non ebbero figli[12];
5. William Backhouse Astor, Jr. (1829–1892)[13], sposò Caroline Webster Schermerhorn, ebbero cinque figli[14];
6. Henry Astor III (1830–1918)[15], sposò Malvina Dinehart, non ebbero figli[16];
7. Sarah Astor (1832–1832), morì nell'infanzia.

## Morte
Margaret morì il 15 febbraio 1872, William Astor sopravvisse a sua moglie per tre anni morendo il 24 novembre 1875 nella sua casa di città a Lafayette Place a New York. Fu sepolto accanto a sua moglie nella cripta di Astor al Trinity Church Cemetery, progettato da Frederick Clarke Withers, a New York.

## Filantropia
Aggiunse al lascito di suo padre per la Biblioteca Astor la somma di $ 250.000. L'edificio fu completato sotto le sue direttive nel maggio 1853. In seguito diede $ 50.000 per l'acquisto di libri. Per molti anni prestò molta attenzione all'amministrazione della biblioteca.
Donò $ 50.000 all'ospedale di St. Luke e nel suo testamento ha lasciato $ 200.000 alla Biblioteca Astor. I doni e i lasciti di William Backhouse Astor alla Biblioteca Astor ammontavano complessivamente a circa $ 550.000. Nel 1879, il figlio maggiore di William, John Jacob Astor III, presentò tre lotti adiacenti all'edificio della biblioteca e vi eresse una terza struttura simile alle altre, aggiungendo un piano all'edificio centrale. La sua spesa, esclusa la terra, fu di circa $ 250.000, il cui valore dell'intero dono della famiglia Astor superò il $ 1.000.000. Nel 1852-1853 costruì la St. Margaret's Home a Red Hook.